# Louis Meznarie
Louis Meznarie (Saintry-sur-Seine, 1930. január 14. – Le Coudray-Montceaux, 2020. augusztus 5.) motorkerékpár- és versenyautó-technikus, valamint csapattulajdonos, aki számos alkalommal vett részt a Le Mans-i 24 órás autóversenyen, és 1971 és 1983 között a Porsche hivatalos motorszakértője volt.